# .nato
Het domein .nato was een top-level domein (TLD) in het Domain Name System (DNS) van het Internet. Het domein was toegevoegd in de late jaren 80 door het Netwerk Informatie Centrum voor het gebruik van NAVO, de Noord-Atlantische Verdragsorganisatie, gebaseerd op de redenering dat geen van de toenmalige topleveldomeinen adequaat zijn status reflecteerde als internationale organisatie. Kort na deze toevoeging stelde Paul Mockapetris, de ontwerper van het DNS, voor aan vertegenwoordigers dat nato.int een betere keuze zou zijn. Het TLD .int is gemaakt voor het gebruik van internationale organisaties en de NAVO ging daarom nato.int gebruiken. Aangezien het TLD .nato niet meer gebruikt werd, werd het verwijderd in juli 1996.